# Улица Строителей (Москва)
У́лица Строи́телей (в 1958—1970 — Пе́рвая у́лица Строи́телей) — улица в Юго-Западном административном округе Москвы на границе Гагаринского и Ломоносовского районов.

## История
Улица была образована в 1958 году и получила название Пе́рвая у́лица Строи́телей в честь строителей нового жилого района на Юго-Западе Москвы, а в 1970 году получила современное название.

## Расположение
Улица Строителей, являясь продолжением улицы Панфёрова, проходит от Ленинского проспекта на северо-запад до проспекта Вернадского. По улице Строителей проходит граница между Гагаринским и Ломоносовским районами. Нумерация домов начинается от Ленинского проспекта.

## Примечательные здания и сооружения
По нечётной стороне:
- № 11, корп. 1 — жилой дом. Здесь в 1977—2007 годах жил врач-педиатр, академик РАМН В. А. Таболин[3].
- № 13, корп. 1 — жилой дом. Здесь жил кинорежиссёр Евгений Гинзбург[4].
- № 15 — Московская международная киношкола.
- № 17Б — Центр лечебной педагогики

По чётной стороне:
- № 4, к. 1—7 и № 6, к. 1—7 — «Красные дома».
- № 8 к. 2 — Библиотека № 183 имени Данте Алигьери

### «Красные дома»
В 1952 году начали строить первые жилые дома на Юго-Западе. Дома № 4 и 6, состоящие из 7 корпусов каждый, в плане напоминают буквы «С», обращённые друг к другу. Внутренние дворы обильно озеленены. Перед фасадами, выходящими на улицу Строителей, построен гараж (д. 4 и 6, без корпусов), крыша которого представляет собой площадку для прогулок, на которую можно попасть как со стороны домов, так и с улицы, поднявшись по лестницам по центру гаража.
Стены домов облицованы плиткой Мелии красного цвета, что нетипично для застройки Юго-Запада Москвы. Также дома украшены богатой лепниной, характерной для архитектуры сталинского ампира. Это были одни из последних домов в Москве, построенных в таком стиле, и одни из немногих домов-представителей этого стиля на Юго-Западе. Аналогичные дома были построены также в районе ВДНХ и на улице Куусинена.
В «красных домах» жили:
- № 4, корпус 1 — онколог Н. Н. Трапезников (в 1954—2001)[6], поэт С. С. Наровчатов (в 1973—1981, мемориальная доска)[7].
- № 4, корпус 2 — актёр З. Е. Гердт[8].
- № 6, корпус 2 — певец Владислав Лынковский, участник квартета «Аккорд».
- № 4, корпус 7 — музыковед И. Ф. Бэлза[9], дважды Герой Советского Союза И. И. Фесин[10].

## Транспорт

### Автобус
По улице Строителей проходят автобусы 111, 113, 845.

### Метро
- Ближайшая станция метро — «Университет».